# Rico Gulda
Rico Gulda (Zürich, 9 april 1968) is een Oostenrijks klassieke pianist en dirigent.

## Biografie

### Vroege leven en carrière
Hij werd geboren in Zürich als derde zoon van de vooraanstaande pianist Friedrich Gulda en als enig kind van zijn Japanse tweede vrouw, de pianiste en componiste Yuko Wakiyama.
Hij groeide op in München en kreeg zijn eerste pianolessen op vijfjarige leeftijd. Vanaf zijn twaalfde studeerde hij bij Ludwig Hoffmann en later bij Noel Flores aan de Universität für Musik und darstellende Kunst Wien. Masterclasses bij Dmitri Bashkirov en Oleg Maisenberg, en werk met zijn vader, Friedrich Gulda, completeerden zijn opleiding.
Gulda treedt op als soliste, in een kamermuziekensemble en met orkesten zoals de Wiener Philharmoniker, het Mozarteum Orchester Salzburg en het Bruckner Orchester Linz.
Hij trad op met zijn halfbroer, pianist Paul Gulda, en met pianisten Paul Badura-Skoda en Martha Argerich, violist Renaud Capuçon, dirigent Christian Arming, baritons Matthias Goerne en Michael Schade, onder anderen. Hij heeft een lange artistieke samenwerking en een persoonlijke vriendschap met bariton Florian Prey.
Hij gaf pianoles aan de Universität Mozarteum Salzburg, de Hansei Universiteit in Seoul en gaf masterclasses in Wenen, Vietnam en Japan.
In 2013 werd hij gepromoveerd tot hoofd artistieke planning en dramaturgie van het Wiener Konzerthaus, waar hij tot 2025 diende. In 2025 nam hij het beheer van de muzikale en culturele activiteiten over als algemeen directeur van de Esterházy Private Stichting. Hij is tevens artistiek directeur van het zomerfestival Oberösterreichische Stiftskonzerte. Hij is jurylid bij de Franz Schubert- en Moderne Muziekwedstrijd.

### Privaat
- Rico Gulda was getrouwd met de pianist Ferhan Önder en zij hebben een dochter.[7][1]

## Discografie
- 1997: Rico Gulda: Schubert Klaviersonate D 784 & 3 Klavierstücke D946 (Gramola)[8]
- 1999: Rico Gulda en Michael Badura-Skoda: Art Cult-Concert (Klavier Zu Vier Händen) (Austria Tabak, Art Cult)[8]
- 2001: Rico Gulda: Schuman – Album Für Die Jugend Op. 68 (Naxos)[8]
- 2002: Rico Gulda en Christopher Hinterhuber: Schubert – Piano Works For Four Hands (Naxos)[8]
- 2008: Hermann Prey, Florian Prey, Karl Engel, Friedrich Gulda, Rico Gulda, Leonard Hokanson, Michael Krist en Wolfgang Sawallisch: Die Lieder Meines Vaters Ausgewählt Von Florian Prey (Deutsche Grammophon)[8]

- Bibliothèque nationale de France: cb16209100s (data)
- Gemeinsame Normdatei: 135237440
- International Standard Name Identifier: 0000 0000 8004 9357
- Library of Congress Control Number: no2002105013
- MusicBrainz: eded7462-7484-4369-8a13-161593318610
- Nationale Bibliotheek van Israël: 987007317887405171
- Système universitaire de documentation: 169603865
- Virtual International Authority File: 2566149108554268780006